# Kamakwie
Kamakwie – miasto w Sierra Leone, w prowincji Północnej, w dystrykcie Bombali. Miejscowość zamieszkuje około 8 000 ludności. 
Kamakwie było miejscem starć pomiędzy ECOMOG (pod przewodnictwem Nigerii), a RUF  (Revolutionary United Front) w 1997 roku.